# Rainer Pluskat
Rainer Pluskat (* 3. Mai 1938 in Berlin) ist ein ehemaliger deutscher Radrennfahrer und nationaler Meister im Radsport.

## Sportliche Laufbahn
Pluskat begann 1955 im Verein SG Semper Berlin mit dem Radsport. Er wurde 1959 DDR-Meister im Zweier-Mannschaftsfahren mit seinem Vereinskameraden Harry Seidel. 1960 nahm er mit der Nationalmannschaft an der Tunesien-Rundfahrt teil und gewann dort eine Etappe. 1963 siegte er in der Oder-Rundfahrt.

## Berufliches
Pluskat war beruflich als Ingenieur für Elektrotechnik tätig.